# الأزمة السياسية الإسرائيلية 2019–20
مرَّت السياسة الإسرائيلية بأزمة ووصلت إلى طريقٍ مسدودٍ في الفترة ما بين أبريل 2019 وأبريل 2020. حيث تم خلال هذه الفترة عقد ثلاث انتخابات للكنيست إلا أنه لم ينتج عنها فائز أو تحالف واضح. وخلال الانتخابات الإسرائيلية التي عُقِدَت في أبريل 2019، حصل كلا الحزبين الرئيسيين، أزرق أبيض وليكود، على مقاعد متساوية بلغ عددها 35 مقعدا. وحصل حزب الليكود على تفويض من الرئيس في محاولة لتشكيل حكومة، إلا أن رئيس الحزب بنيامين نتنياهو فشل في تشكيل ائتِلاف غالبية يتكون من 61 مقعدا. وتم حل الكنيست بعد فترة قصيرة من ذلك.
تم عقد انتخابات ثانية في سبتمبر 2019. ولكن في هذه المرة، تغلب حزب أزرق أبيض على حزب ليكود بفارق مقعد واحد فقط. ومع ذلك، فقد حظِي حزب الليكود بتفويض من الرئيس بعد أن حصل على تأييد واحد أكثر من ذلك الذي حصل عليه حزب أزرق أبيض من أعضاء الكنيست. ومجددًا فقد فشل نتنياهو في تشكيل حكومة، ولكنه لم يتمكن هذه المرة من حل الكنيست. ونتيجة لذلك، انتقل التفويض إلى بيني غانتس، الذي فشل بدوره أيضا في كسب الغالبية. منح الرئيس التفويض لأعضاء الكنيست لمدة دامت 21 يومًا. وسرعان ما تمَّ حل البرلمان، نظرا لعدم تقديم أي مرشح آخر.
في مارس 2020، تم عقد الانتخابات الثالثة. وفي هذه المرة، كانت مقاعد الليكود أكثر من مقاعد أزرق أبيض. إلا ان غانتس تلقى توصيات أكثر من حلفاء محتملين وحصل على التفويضٍ من الرئيس. غير أنه لم يتمكن من جمع ما يكفي من الحلفاء في ائتلافٍ واحد. حيث كانت كتلته لاتزال موافقة على تبديل رئيس الكنيست. وفي أعقاب ذلك، رفض رئيس الكنيست السابق يولي أدلشتين عقد جلسة عامة للتصويت على استبداله. وأدى رفضه إلى خلق أزمة دستورية. تقدَّمت حركة الحكومة الجيدة في إسرائيل بِطَعنٍ للمحكمة العليا، التي أمرت أدلشتين بعقد الكنيست. ونتيجة لهذا قدم أدلشتين استقالته. في غضون ذلك، تفاقمت جائحة فيروس كورونا في إسرائيل، الأمر الذي عجَّل من المفاوضات بشأن تشكيل حكومة طوارئ وطنية. وفي 26 مارس، أدَّى غانتس اليمين الدستورية بصفته الرئيس الجديد للكنيست، بتأييدٍ من حزب الليكود، مما أدى إلى انقسام في حزب أزرق أبيض. وفي النهاية، بتاريخ 20 أبريل 2020، اتفق الليكود وأزرق أبيض على تشكيل حكومة وحدة متساوية، تشتمل على «حكومة تناوب» بين غانتس ونتنياهو في تولي كرسي رئاسة الوزراء.

## في أعقاب أبريل 2019
بدأت الأزمة بعد انتخابات أبريل 2019. حيث أقرَّ زعيم فصيل أزرق أبيض، بيني غانتس، بالانتخابات، ممهدا بذلك الطريق أمام رئيس الوزراء الحالي بنيامين نتنياهو من أجل إجراء محادثات مع الأحزاب الأخرى لتشكيل ائتلاف حاكم. وفي 15 و16 أبريل، التقى زعماء كافة الأحزاب من الذين فازوا بمقاعد في الكنيست بالرئيس رؤوفين ريفلين من أجل التوصية بشخص معين لتشكيل حكومة. إذ تلقى ناتنياهو توصياتٍ من قادة يمثلون 65 مقعدا في الكنيست، في حين تلقى غانتس توصيات من زعماء يمثلون 45 مقعدا في الكنيست. ورفض زعيمي الحزبين العربيين، الذين يمثلان عشر مقاعد في الكنيست، تقديم أي توصيات.
| الحزب                                                      | زعيم الحزب       | عدد المقاعد | الموصى به | المصدر |
| ليكود                                                      | بنيامين نتانياهو | 35          | نتانياهو  | [ 11 ] |
| أزرق وأبيض                                                 | بيني غانتس       | 35          | غانتس     | [ 11 ] |
| شاس                                                        | أرييه درعي       | 8           | نتانياهو  | [ 11 ] |
| يهودت هتوراة                                               | يعكوف ليتزمان    | 8           | نتانياهو  | [ 11 ] |
| الجبهة الديمقراطية للسلام والمساواة-الحركة العربية للتغيير | أيمن عودة        | 6           | لا أحد    | [ 11 ] |
| حزب العمل الإسرائيلي                                       | آفي غباي         | 6           | غانتس     | [ 12 ] |
| إسرائيل بيتنا                                              | أفيغادور ليبرمان | 5           | نتانياهو  | [ 12 ] |
| اتحاد أحزاب اليمين                                         | رافي بيرتس       | 5           | نتانياهو  | [ 12 ] |
| ميرتس                                                      | تمار زاندبرغ     | 4           | غانتس     | [ 12 ] |
| كولانو                                                     | موشيه كحلون      | 4           | نتانياهو  | [ 12 ] |
| القائمة العربية الموحدة-التجمع الوطني الديمقراطي           | منصور عباس       | 4           | لا أحد    | [ 13 ] |

بناءً على التوصيات التي تلقَّاها، وقع اختيار ريفلين على نتنياهو لتشكيل الائتلاف الحاكم المقبل.
وبعد شهر من بالمفاوضات، أدَّى فشل نتنياهو في تشكيل الحكومة إلى 74 مقابل 45 صوتا في الكنيست لصالح التفريق وحدث هذا بعد منتصف الليل مباشرةً في 29 مايو 2019. وكان من المقرر إجراء الانتخابات الجديدة في 17 سبتمبر 2019.

## في أعقاب سبتمبر 2019
لم توفر إعادة الانتخابات رؤية واضحة للحكومة المقبلة، إذ لم يكن بالإمكان تشكيلها من دون أن يتراجع حزب أو زعيم واحد على الأقل عن وعود حملته الانتخابية بشأن من ينبغي أن يكون رئيسًا للوزراء، أو بشأن القضية الدينية-العلمانية. ذكر البعض إمكانية إجراء انتخابات ثالثة. وقبل الانتخابات بيوم واحد، اتصل بيني غانتس بالرئيس رؤوفين ريفلين في محاولة لتجنب إجراء الانتخابات بأي ثمن، بعد أن رفض بنيامين نتنياهو الغائها.
وفي ليلة الانتخابات، دعا أفيغادور ليبرمان زعيم حزب إسرائيل بيتنا إلى تشكيل «حكومة ليبرالية واسعة» تضم حزبي أبيض أزرق وليكود، مكررًا كلامه بقوله إنه لا يرغب في تشكيل الغالبية مع الأحزاب العربية. ادَّعى بيني غانتس أن رئاسة الوزراء وأبيض أزرق قد أكَّدا عدم رغبتهما في تشكيل حكومة مع نتنياهو، على الرغم من إبداء استعدادهما في فعل ذلك مع حزب الليكود. في حين دعا بنيامين نتنياهو إلى تشكيل «حكومة صهيونية قوية». وفي التيار اليساري، أعلن تحالف العمل-جسر عن رغبته في جلب الأحزاب العربية «إلى الطاولة»، حيث أبدا البعض منهم استعدادهم للتوصية بغانتس.
في 18 سبتمبر، التقى نتنياهو بمبعوثين عن يمينا، وشاس، ويهودت هتوراة، من أجل بناء كتلة يمينية للتفاوض فيما بينهم.
وفي 19 سبتمبر، التقى ريفين ونتنياهو وغانتس في مراسم أحياء ذكرى شمعون بيريس. حيث قام نتنياهو بحث غانتس على الحديث معه بشأن تشكيل حكومة َوحدة، الغرض منها هو تجنب عقد انتخابات ثالثة. وفي حديثهما نيابة عن حزب أزرق أبيض، رفض كل من غانتس ولبيد عرض نتنياهو، بقولهما إن أزرق أبيض قد فاز، وأن غانتس يمتلك الحق في قيادة حكومة وَحدة ذات طابع ملتزم بالسياسات الليبرالية تجاه القضايا الاجتماعية، وبالتالي فهما يرفضان النقاش في مسألة تشكيل مثل هذه الحكومة مع نتنياهو طالما سيتم تضمين الأحزاب الدينية اليمينية. وقد قال لبيد أنه «إذا انسحب نتنياهو، فسنتشكل حكومة وحدة». وعلى نفس الشاكلة فقد قام ليبرمان باتهام نتنياهو باللجوء إلى «الخداع» من خلال اقتراح تشكيل حكومة وَحدة، ولكن على شريطة إشراك الأحزاب الدينية.
في نفس اليوم، التقى غانتس بهورويتز. الذي قال مساعدوه أنهم كانوا يتوقعون لقاء زعماء عن أحزاب أخراى، عودة وبيريتز. تمكن أعضاء الكنيست الستة التابعين لتحالف العمل-جسر من السماح لكتلة نتنياهو المكونة من 55 مقعد بتشكيل الغالبية. ونتيجة لذلك فقد قام حزب الليكود وفقا لبعض المصادر بعرض الحقيبة الوزارية المالية على بيريتز، مع الرفع من الحد الأدنى للأجور، إلا أن المصادر نفسها قد أكدت رفض بيريتز للعرض، الأمر الذي يتعارض مع وُعود الحملة الانتخابية. التقى نتنياهو بأعضاء الكنيست عن حزب ديغيل هاتوراه، الذين بدأوا، مع أحزاب حريدية أخرى (شاس، وأغودات يسرائيل)، في التراجع عن رفضهم عدم الحكم مع لابيد، في حالة قيام لابيد بنفسه بالانقلاب على نتنياهو. كان ليبرمان غامضا فيما إذا كان سيدعم غانتس، خشية أن يتم تهميشه من حكومة الوحدة. وبحسب القناة 13، فقد ورد أن غانتس وعد بإشراك حزب إسرائيل بيتنا في أي ائتلاف.